# El Arrayán
El Arrayán är en ort i Mexiko.   Den ligger i kommunen Huajicori och delstaten Nayarit, i den centrala delen av landet, 700 km nordväst om huvudstaden Mexico City. El Arrayán ligger 898 meter över havet och antalet invånare är 174.
Terrängen runt El Arrayán är huvudsakligen kuperad, men söderut är den bergig. Runt El Arrayán är det mycket glesbefolkat, med 4 invånare per kvadratkilometer. Närmaste större samhälle är Contadero, 15,3 km väster om El Arrayán. I omgivningarna runt El Arrayán växer huvudsakligen savannskog.